# Samuel Eliot Morison Prize
Der Samuel Eliot Morison Prize ist ein renommierter US-amerikanischer Preis für ein Lebenswerk in der Militärgeschichte. Er wird seit 1985 jährlich, mit Ausnahme von 1988, durch die Society for Military History (SMH) vergeben. Namensgeber ist der Militärhistoriker und Pulitzer-Preisträger Samuel Eliot Morison (1887–1976).

## Preisträger
- 1985: Robin Higham
- 1986: Alvin D. Coox
- 1987: Forrest Pogue
- 1988: keine Verleihung
- 1989: Russell Weigley
- 1990: Edward M. Coffman
- 1991: I.B. Holley, Jr. und Theodore Ropp
- 1992: Sir Michael Howard
- 1993: Peter Paret
- 1994: Harold C. Deutsch
- 1995: Martin Blumenson
- 1996: John Keegan
- 1997: Robert M. Utley
- 1998: Stephen Ambrose
- 1999: Geoffrey Parker
- 2000: David Glantz
- 2001: Richard Overy
- 2002: John Shy
- 2003: Edward J. Drea
- 2004: Allan R. Millett
- 2005: Dennis Showalter
- 2006: Robert Doughty
- 2007: James M. McPherson
- 2008: Jeremy Black
- 2009: Richard H. Kohn
- 2010: Peter Maslowski
- 2011: Gerhard Ludwig Weinberg
- 2012: Ronald H. Spector
- 2013: Ira D. Gruber
- 2014: Rick Atkinson
- 2015: Joseph T. Glatthaar
- 2016: Conrad C. Crane
- 2017: John A. Lynn II
- 2018: Hew Strachan
- 2019: Williamson Murray, Brian Holden Reid
- 2020: Jon Tetsuro Sumida
- 2021: Robert M. Citino
- 2022: Beth Bailey
- 2023: Brian McAllister Linn
- 2024: John H. Morrow junior
- 2025: Jennifer Keene